# Fissistigma bracteolatum
Fissistigma bracteolatum Chatterjee – gatunek rośliny z rodziny flaszowcowatych (Annonaceae Juss.). Występuje naturalnie w północnej części Mjanmy, w Wietnamie oraz w południowych Chinach (w prowincji Junnan).

## Morfologia
PokrójZimozielone i zdrewniałe liany dorastające do 10 m wysokości. Kora ma szaroczarniawą barwę. Młode pędy są nagie.
LiścieMają kształt od owalnie podłużnego do eliptycznie podłużnego. Mierzą 9–18 cm długości oraz 3,5–8 cm szerokości. Są skórzaste, owłosione od spodu. Nasada liścia jest od zaokrąglonej do klinowej. Blaszka liściowa jest o ostrym lub spiczastym wierzchołku. Ogonek liściowy jest owłosiony i dorasta do 10–15 mm długości.
KwiatyZebrane w gęste kłębiki, rozwijają się naprzeciwlegle do liści. Działki kielicha mają owalny kształt, są owłosione od wewnętrznej strony i dorastają do 5–7 mm długości. Płatki zewnętrzne mają owalnie lancetowaty kształt, są owłosione od wewnątrz i osiągają do 1,5 cm długości natomiast wewnętrzne są mniejsze (mierzą 10–11 mm długości) i także owłosione od wewnętrznej strony. Kwiaty mają 4–6 owłosionych słupków o podłużnie owalnym kształcie i długości 3 mm. Podsadki mają podłużnie owalny kształt.
OwoceZebrane w owoc zbiorowy o kulistym kształcie. Są omszone, osadzone na szypułkach. Osiągają 15 mm średnicy.

## Biologia i ekologia
Rośnie w lasach. Występuje na wysokości od 800 do 1800 m n.p.m. Kwitnie od marca do czerwca, natomiast owoce pojawiają się od sierpnia do listopada.